# RAF Thorney Island
RAF Thorney Island is een voormalige vliegbasis van de Royal Air Force gelegen in West Thorney in het graafschap West Sussex, ongeveer 10 km ten westen van Chichester. De basis ligt in de Area of Outstanding Natural Beauty Chichester Harbour.

## Geschiedenis
Het vliegveld werd aangelegd in 1938. In de Tweede Wereldoorlog werd het aanvankelijk gebruikt door jachtvliegtuigen van de RAF. De Duitse Luftwaffe viel het vliegveld aan tijdens de Slag om Engeland. Nadien werd het toegewezen aan RAF Coastal Command onder meer voor het beschermen van de scheepvaart en de strijd tegen vijandelijke schepen en onderzeeërs. In 1942 werden drie betonnen startbanen aangelegd.
Het vliegveld werd gebruikt tot 1976. In de laatste jaren werd het gebruikt voor de training van bemanningen van Lockheed Hercules en Hawker Siddeley Andover transportvliegtuigen van de RAF. Vanaf 1955 waren er ook search and rescue-helikopters van het type Westland Whirlwind gestationeerd op RAF Thorney Island.
In 1984 werd de basis opnieuw in gebruik genomen, ditmaal door de Royal Artillery onder de naam Baker Barracks.